# Menegazzia malesiana
Menegazzia malesiana är en lavart som beskrevs av Elix, Bawingan & Schumm. Menegazzia malesiana ingår i släktet Menegazzia och familjen Parmeliaceae.   Inga underarter finns listade i Catalogue of Life.